# الأطفال في الهولوكوست

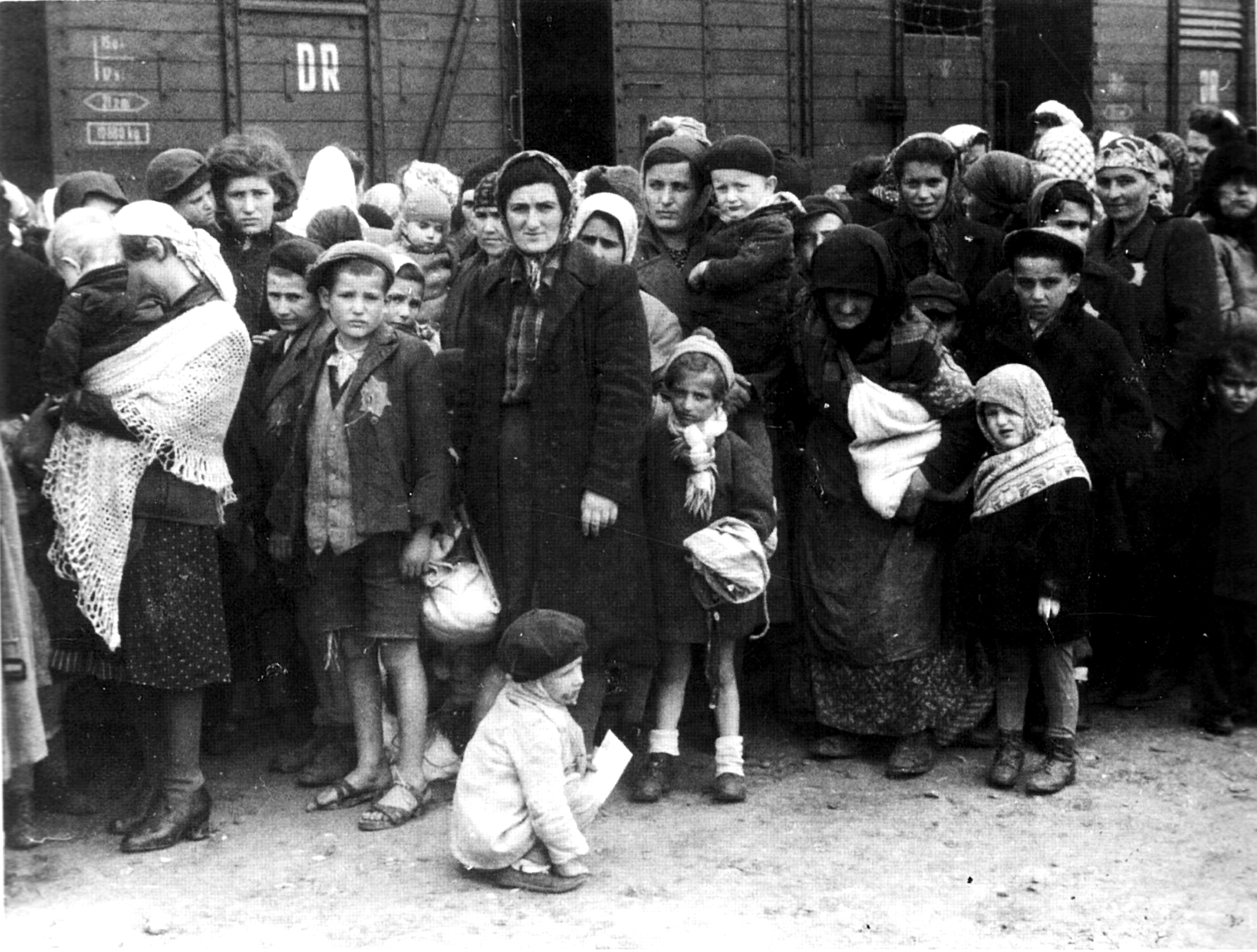
معسكراعتقال أوشفيتز بيركينو في بولندا

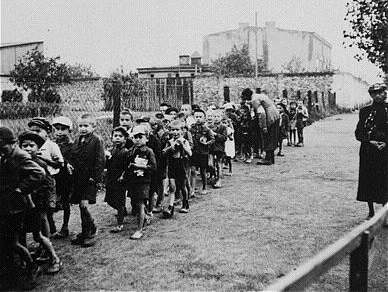
ترحيل أطفال

كان الأطفال على وجة الخصوص معرضين للخطر في زمن المحرقة، فقد دعا النازيون لقتل أطفال الجماعات «الغير مرغوب بها» أو الجماعات «الخطيرة» وذلك تماشيا مع نظرياتهم الايدلوجية. سواء كان ذلك تماشيا مع نظريتهم «الصراع العنصرى» أو كوسيلة «للأمن الوقائى» 
يمكن تصنيف قتل الألمان والمتعاونين معهم للأطفال لسببين رئيسيين، فاما لأسباب أيديولوجية السابق ذكرها اواما انتقاما لهجمات كان بعضها حقيقى وبعضها مزعوم.

## اعداد القتلى

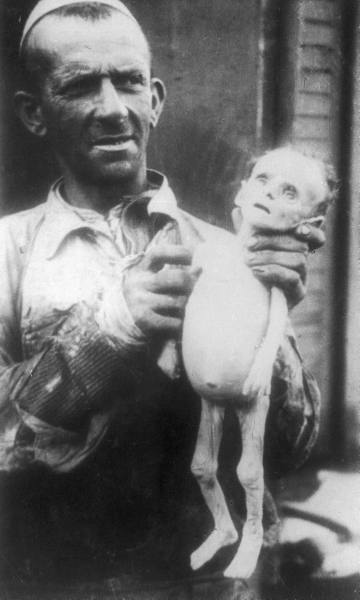
رجل يظهر جثة طفل جائع في غيتو وارسو. المقبرة اليهودية في شارع أوكوبوا.

قتل الألمان والمتعاونين معهم ما يصل إلى 1.5 مليون طفل، من بينهم أكثر من مليون طفل يهودي وعشرات الآلاف من أطفال الروم «الغجر» كما قتلوا أيضا اطفالا ألمانيين من ذوى الاعاقات الجسدية والعقلية والذين كانوا يعيشون في مؤسسات اجتماعية.. كما قتلوا أطفال بولنديين واطفال كانوا يقيمون في اراضى الاتحاد السوفيتى المحتلة انذاك.
1. ↑  هل يدعم أسطورة الوحش أم يحطمها؟ نسخة محفوظة 13 مايو 2012 على موقع واي باك مشين.

 اما بالنسبة للمراهقين من اليهود وبعض المراهقين من غير اليهود ممن تبلغ اعمارهم مابين 13الى18 فكانت فرص بقائهم على قيد الحياة أكبر حيث كان يتم تشغيلهم قسرياَ

## اسباب الوفيات
يمكن تصنيف مصير هولاء الأطفال سواء كانوا يهود أو غير يهود كالاتى:
1. أطفال قتلوا عند وصولهم لمراكز القتل التي اقامها النازيون;
2. أطفال قتلوا مباشرة بعد الولادة أو في المؤسسات الاجتماعية;
3. الأطفال الذين ولدوا في الأحياء اليهودية ومعسكرات الاعتقال النازية والذين نجوا لأن السجناء اخبئوهم;
4. الأطفال مافوق 12 عاما عادة ماكانوا يستخدمون في أعمال قسرية وكانت تجرى عليهم تجارب طبية;
5. أطفال قتلوا خلال عمليات انتقام أو ما سماها النازيون عمليات مكافحة الموالين;

في الأحياء اليهودية توفى العديد من الأطفال جوعا كما توفوا بسبب عدم وجود مأوى أو الملابس المناسبة ولم تبالى السلطات الألمانية بالموت الجماعي للاطفال اليهود لأنها كان تعتبر معظم أطفال الاحياء اليهودية فقط ياكلون ولاينتجون وبالتالى فهم «عديمى الفائدة». حيث كان معظم الأطفال أصغر من أن يتم تشغيلهم في العمل القسري.
السلطات الألمانية عادة ما كانت تختار فئات الأطفال وكبار السن والمرضى والمعاقين ليتم لترحيلهم في اولى الأفواج إلى معسكرات القتل النازية وكانت هذة الفئات عادة أول ضحايا المقابر الجماعية حيث كان يطلق النار عليها اولا.
لم بنجا أطفال غير اليهود من المجموعات التي كان يستهدفها النازيون من الموت ومثال على ذلك أطفال الرومان «الغجر» حيث قتل مايقارب من 5000 إلى 7000 طفل «غجرى» في معسكر أوشفيتز بيركينو حيث أطلق النازيون على عمليات القتل هذة اسم برنامج «القتل الرحيم».
كما قتل أطفال في عمليات انتقامية بما في ذلك اغلبية الأطفال في مدينة ليديتشي التشيكية واطفال قرى الاتحاد السوفيتى المحتلة انذاك حيثوا قتلوا مع ابائهم وامهاتهم.

## فظائع طبية وخطف
السلطات الألمانية سجنت عددا من الأطفال في معسكرات الاعتقال ومعسكرات العبور واستخدم اطباء وباحثين من وحدات إس إس «الوحدة الوقائية النازية» عددا من الأطفال بما فيهم الأطفال التوائم الذين كانوا في هذة المعسكرات في تجارب طبية وغالبا ما كانت نتيجة هذة التجارب هو موت الأطفال الذين تم استخدامهم في التجربة.
سلطات معسكرات الاعتقال كانت ترسل المراهقين عامة والمراهقين اليهود خاصة للقيام باعمال قسرية في معسكرات الاعتقال حيث مات العديد نتيجة هذة الظروف. كما احتجزت السلطات الألمانية أطفال اخرين تحت ظروف مروعة في معسكرات العبور كما في حالة آنا فرانك وشقيقتها في بيرغن بيلسن وكما في حالات الأطفال الغير اليهود الأيتام والذين قُتّل والديهم على ايدى وحدات من البوليس اوالجيش النازى فيما كان يسمى «عمليات مكافحة الموالين»
بعض هولاء الأيتام احتجزوا مؤقتا في معسكر اعتقال لوبلين / مايدانيك والمعتقلات النازية الأخرى.
اراد خبراء السلالات البشرية النازيون استرجاع «دم آريون» أو العنصر الأبيض الخالص وللوصول لذلك الهدف امروا بخطف مئات الأطفال من بولندا المحتلة والاتحاد السوفيتى المحتل انذاك ونقلهم إلى الإمبراطورية الألمانية ليتم تبنيهم من قبل «عائلات عرقية ألمانية مناسبة».غير ان الهدف الاساسى من هذة الاوامر كان لغرض «دراسة الأجناس والسلالات».
فغالبا ماكان تتاح الفرصة لى ذو العيون الزرق والشعر الأشقر أو البشرة الفاتحة ان يكونوا «ألمانيين».
من ناحية أخرى الإناث من بولندا ومن الاتحاد السوفيتى والذين ابعدوا لالمانيا للعمل في الأعمال القسرية واقاموا علاقة جنسية مع رجل المانى كانوا في كثير من الأحيان يجبرون على الإجهاض أو على الإنجاب في ظروف تضمن وفاة الرضيع ان قرر«خبراء السلالات» ان الطفل ليس لدية ما يكفى من الدم الالمانى.

## سبل البقاء على قيد الحياة
على الرغم من ضعفهم الشديد استطاع العديد من الأطفال البقاء على قيد الحياة فقد هرّب الأطفال الاغذية والادوية إلى الاحياء التي كان يعيش فيها اليهود والبعض الآخر كانوا يقدمون ممتلكاتهم الشخصية ليخرجوا من الاحياء اليهودية.
لاحقا شارك الأطفال في حركات الشباب وفي أنشطة المقاومة السرية. وهرب العديد من الأطفال مع والديهم أو أقاربهم وفي احيان أخرى بمفردهم حيث كانوا يفرون إلى معسكرات عائلية يديرها مناصرون لليهود.
بين عامى 1938 و 1940 انطلقت عمليات انقاذ الأطفال وسميت باسم غير رسمى وهو عمليات «نقل الأطفال» (Children's Transport)
وذلك لوصف عمليات اتقاذ الالاف الأطفال اللاجئين اليهود من ألمانيا والدول التي احتلتها ألمانيا وكان هولاء الأطفال يرسلون من غير والديهم إلى بريطانيا العظمى حيث بر الامان.
كان للبعض من غير اليهود الفضل في إخباء أطفال يهود وفي بعض الحالات كما في حالة آنا فرانك اخباء افراد اخرين من العائلة وليس فقط الأطفال
ففى فرنسا أخبأ تقريبا جميع السكان البروتستانت في بلدية لو شامبون سور لينيون اطفالا يهود..وكذا فعل العديد من القساوسة الكاثوليك والراهبات والعلمانيين الكاثوليك في تللك البلدية حيث اخبائوا اطفالا يهود من عام 1942-إلى عام1944 أما
في إيطاليا، وبلجيكا، فبقى العديد من الأطفال على قيد الحياة لكن في الخفاء.
بعد استسلام ألمانيا النازية، وإنهاء الحرب العالمية الثانية بدء اللاجئون والمشردون في جميع انحاء أوروبا بالبحث عن الأطفال المفقودين ووجدَ الالاف من الأطفال اليتامى في مخيمات المشردين..فر العديد من الأطفال اليهود ممن بقوا على قيد الحياة في شرق أوروبا إلى المناطق الغربية من ألمانيا المحتلة في عملية نزوح جماعى سميت ب «الرحلة» وذلك في طريقهم لعودة اليهود إلى إسرائيل وذلك من خلال هجرة الالاف الشباب إلى المستوطنات اليهودية في فلسطين ومن ثم إلى دولة إسرائيل بعد تكوينها عام 1948